# Foveolaria terrifica
Foveolaria terrifica is een mosdiertjessoort uit de familie van de Foveolariidae. De wetenschappelijke naam van de soort is voor het eerst geldig gepubliceerd in 1881 door Hincks.